# Fliegerersatz Abteilung Nr. 8
Fliegerersatz Abteilung Nr. 8 – FEA 8 – jedna z 17 jednostek lotnictwa niemieckiego Luftstreitkräfte z początkowego okresu I wojny światowej tego typu. Dosłownie Lotniczy Oddział Uzupełnień w Grudziądzu.

## Informacje ogólne
Jednostka została utworzona po wybuchu wojny w marcu 1915 roku w Grudziądzu, na istniejącym tam wcześniej lotnisku. Jednostka stacjonowała tamże do zakończenia I wojny światowej.
Jednostka prowadziła szkolenie pilotów i obserwatorów dla jednostek liniowych np. Feldflieger Abteilung. W późniejszym okresie szkolenie obserwatorów zostało wydzielone do specjalnych szkół Fliegerbeobachterschulen (FBS).
W jednostce służyli lub przeszli szkolenie m.in. Fritz Putter, Erich von Falkenhayn, Georg Schlenker, Wolfgang Weese, Eberhard Mohnicke.
W jednostce zostały utworzone lub stacjonowały m.in. następujące eskadry myśliwskie: Jasta 37, Jasta 46, Jasta 72, FAA 229.

## Dowódcy Jednostki
| Stopień | Nazwisko                        | Okres                      |
| ------- | ------------------------------- | -------------------------- |
| Kapitan | Georg Liebermann von Sonnenberg | xx.xx.1915 – grudzień 1916 |
|         |                                 | grudzień 1916 –            |